# Ільє-Комбре
Ільє́-Комбре́ (фр. Illiers-Combray) — муніципалітет у Франції, у регіоні Центр — Долина Луари, департамент Ер і Луар. Населення — 3224 особи (01.01.2021).
Муніципалітет розташований на відстані близько 105 км на південний захід від Парижа, 70 км на північний захід від Орлеана, 25 км на південний захід від Шартра.
Містечко Ільє послужило прототипом Комбре у романі Марселя Пруста «У пошуках утраченого часу», і було перейменоване у Ільє-Комбре в 1971 під час святкувань столітнього ювілею з дня народження письменника.

## Демографія
Динаміка населення (INSEE ):
Розподіл населення за віком та статтю (2006):
| Стать | Всього | До 15 років | 15-24 | 25-44 | 45-64 | 65-85 | Понад 85 |
| --- | ------ | ----------- | ----- | ----- | ----- | ----- | -------- |
| Чоловіки | 1564   | 290         | 187   | 366   | 406   | 275   | 40       |
| Жінки | 1604   | 253         | 139   | 378   | 374   | 360   | 100      |
| \| Статево-вікова піраміда \| Статево-вікова піраміда \| Статево-вікова піраміда \| \| ----------------------- \| ----------------------- \| ----------------------- \| \| Чоловіки \| Вік \| Жінки \| \| 40 \| 85 + \| 100 \| \| 49 \| 80-84 \| 73 \| \| 77 \| 75-79 \| 65 \| \| 52 \| 70-74 \| 113 \| \| 97 \| 65-69 \| 109 \| \| 65 \| 60-64 \| 97 \| \| 121 \| 55-59 \| 89 \| \| 104 \| 50-54 \| 124 \| \| 116 \| 45-49 \| 64 \| \| 108 \| 40-44 \| 75 \| \| 79 \| 35-39 \| 99 \| \| 103 \| 30-34 \| 132 \| \| 76 \| 25-29 \| 72 \| \| 68 \| 20-24 \| 72 \| \| 119 \| 15-20 \| 67 \| \| 90 \| 10-14 \| 99 \| \| 98 \| 5-9 \| 95 \| \| 102 \| 0-4 \| 59 \| |        |             |       |       |       |       |          |
| Статево-вікова піраміда |        |             |       |       |       |       |          |
| Чоловіки | Вік    | Жінки       |       |       |       |       |          |
| 40 | 85 +   | 100         |       |       |       |       |          |
| 49 | 80-84  | 73          |       |       |       |       |          |
| 77 | 75-79  | 65          |       |       |       |       |          |
| 52 | 70-74  | 113         |       |       |       |       |          |
| 97 | 65-69  | 109         |       |       |       |       |          |
| 65 | 60-64  | 97          |       |       |       |       |          |
| 121 | 55-59  | 89          |       |       |       |       |          |
| 104 | 50-54  | 124         |       |       |       |       |          |
| 116 | 45-49  | 64          |       |       |       |       |          |
| 108 | 40-44  | 75          |       |       |       |       |          |
| 79 | 35-39  | 99          |       |       |       |       |          |
| 103 | 30-34  | 132         |       |       |       |       |          |
| 76 | 25-29  | 72          |       |       |       |       |          |
| 68 | 20-24  | 72          |       |       |       |       |          |
| 119 | 15-20  | 67          |       |       |       |       |          |
| 90 | 10-14  | 99          |       |       |       |       |          |
| 98 | 5-9    | 95          |       |       |       |       |          |
| 102 | 0-4    | 59          |       |       |       |       |          |

## Персоналії
- У Ільє народився Марсель Пруст.

## Економіка
2010 року серед 1950 осіб працездатного віку (15—64 років) 1481 була активною, 469 — неактивними (показник активності 75,9%, у 1999 році було 72,6%). З 1481 активної мешканців працювало 1315 осіб (675 чоловіків та 640 жінок), безробітними було 166 (86 чоловіків та 80 жінок). Серед 469 неактивних 130 осіб було учнями чи студентами, 227 — пенсіонерами, 112 були неактивними з інших причин.

У 2010 році в муніципалітеті числилось 1425 оподаткованих домогосподарств, у яких проживали 3224,0 особи, медіана доходів виносила 17 611 євро на одного особоспоживача